# Foresta di Sos Littos-Sas Tumbas
La foresta di Sos Littos-Sas Tumbas è un complesso forestale appartenente al demanio della regione Sardegna. Si estende nel territorio dei comuni di Alà dei Sardi e Bitti, nella parte nord-orientale dell'Isola e risulta contigua alla foresta demaniale di Crastazza-Tepilora, situata più a sud.

Con una superficie di 2155 ettari si estende tra quota 110 di Sos Nuratzolos e il rilievo più elevato di punta Piatteri a 774 metri s.l.m. Area di notevole interesse ambientale e paesaggistico, è una delle foreste storiche della Sardegna, acquisita al demanio fin dal 1914.
Il complesso ricade nella fascia fitoclimatica del Lauretum; l'aspetto vegetazionale è piuttosto omogeneo ed è costituito principalmente da formazioni di leccio con penetrazione sporadica di sughera mentre corbezzolo, erica arborea, cisto, lavanda, fillirea angustifolia, sparzio spinoso, mirto e lentisco si riscontrano nelle zone maggiormente degradate. Formazioni artificiali provvisorie realizzate a seguito di incendio negli anni 1987 e 1988, sono costituite da pino domestico con sottobosco in formazione a macchia alta di corbezzolo e leccio.

Dal punto di vista faunistico annovera specie tipiche della macchia mediterranea come il cinghiale, la lepre sarda, la volpe, il gatto selvatico, la martora, la donnola. Come avifauna si segnalano il falco pellegrino, lo sparviero, la poiana e la pernice sarda.
L'ingresso della foresta si trova sulla strada provinciale n° 95, a circa 15 chilometri da Alà dei Sardi in direzione di Torpè.